# Pelerissa
Pelerissa (grekiska: Πελέρισσα) eller Fagkrou (grekiska: Φαγκρού) är en liten, obebodd ö i Grekland. Den ligger strax väster om Kyra Panagia i ögruppen Sporaderna och regionen Thessalien, i den östra delen av landet, 150 km norr om huvudstaden Aten. Arean är 0,24 kvadratkilometer.